# Reiner Haseloff
Reiner Haseloff (Bülzig, 1954. február 19. –) német politikus. 2011. április 19-én vette át Szász-Anhalt miniszterelnöki posztját Wolfgang Böhmer utódjaként. Római katolikus vallású.